# 黄金伝説 (アルバム)
『黄金伝説』（おうごんでんせつ、原題：New Gold Dream (81–82–83–84)）は、イギリスのポストパンクバンド、シンプル・マインズの5枚目のアルバム。1982年9月13日にリリース。

## 評価、影響
それまでのバンド最高順位となる全英3位を記録し、プラチナディスクを獲得した。
抑制の効いたアトモスフェリックなサウンドを展開し、アルバムの内容もプレスから高く評価され、死ぬ前に聴くべき1001枚のアルバムに選出されている。オールミュージックも、バンドの次作以降のスタジアムバンドとしての成功を予期させる作品であるとして高く評価している。
U2の1984年発表のアルバム『焰』でプロデューサーを務めたブライアン・イーノとダニエル・ラノワは『焰』を制作するにあたり、U2は本作から影響を受けたと見ている。

## 収録曲
全曲ジム・カー作詞、シンプル・マインズ作曲。
1. "Someone Somewhere in Summertime" - 4:36
2. "Colours Fly and Catherine Wheel" - 3:49
3. "Promised You a Miracle" - 4:28
4. "Big Sleep" - 5:00
5. "Somebody Up There Likes You" - 5:02
6. "New Gold Dream (81-82-83-84)" - 5:39
7. "Glittering Prize" - 4:33
8. "Hunter and the Hunted" - 5:55
9. "King Is White and in the Crowd" - 7:00

## 参加ミュージシャン
- ジム・カー - ボーカル
- チャーリー・バーチル - ギター、エフェクト
- デレク・フォーブス - ベースギター
- マイケル・マクニール - キーボード、エフェクト

### その他ミュージシャン
- メル・ゲイナー - ドラムス (#1, #4, #6~9)
- マイク・オグレトリー - ドラムス (#2, #5, #6)
- ケニー・ヒスロップ - ドラムス (#3)
- ハービー・ハンコック - キーボード (#8)